# أنديرس يوهانسون
أنديرس يوهانسون (بالسويدية: Anders Johansson)‏ هو مدرب كرة قدم ولاعب كرة قدم سويدي، ولد في 1967 في بلدية سولنتونا في السويد.